# Jacopo da Volterra

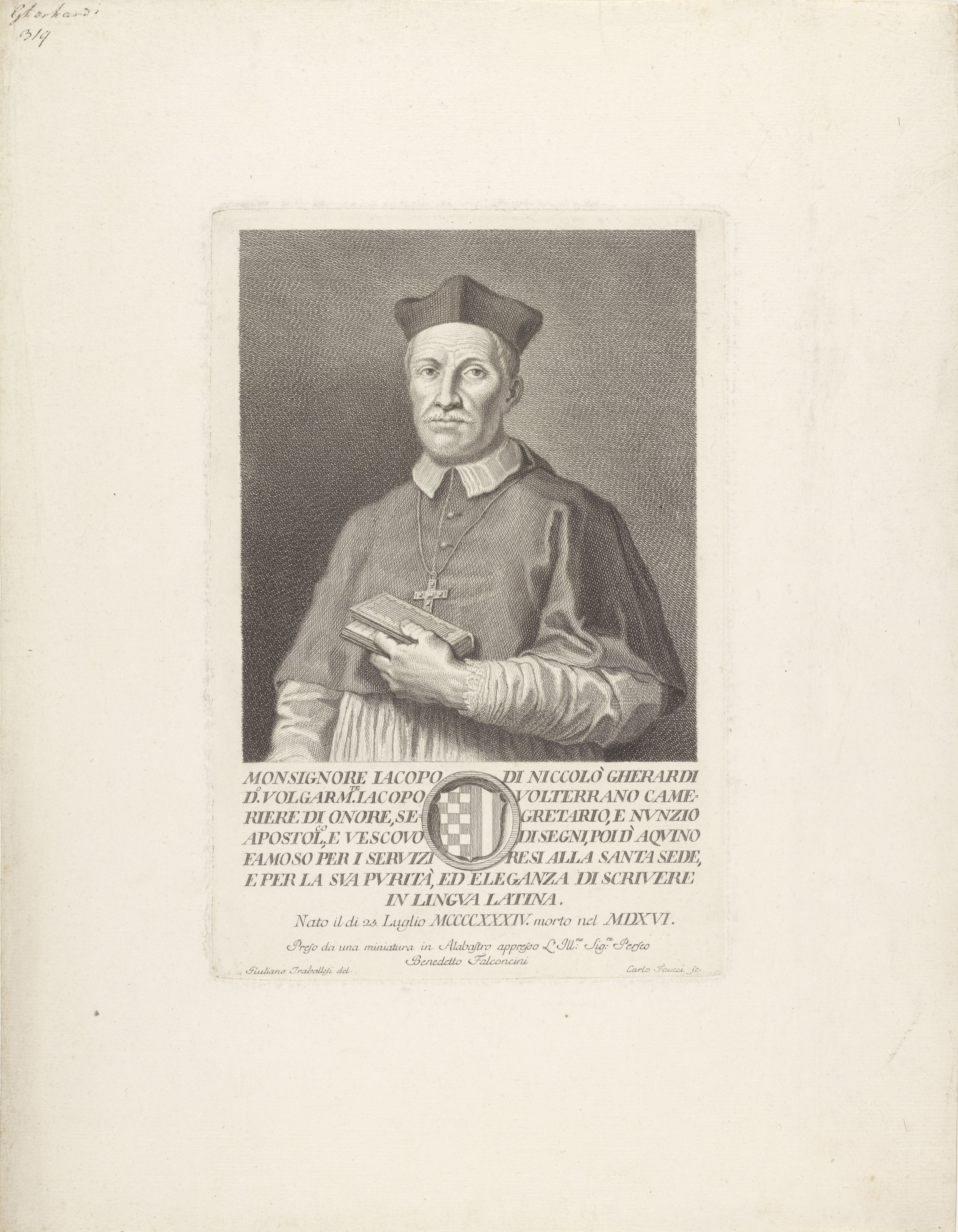
Jacopo da Volterra

Jacopo da Volterra (eigentlicher Familienname Gherardi; * 25. Juli 1434 in Volterra; † September 1516 in Rom) war ein italienischer Humanist.
1458 ging er nach Rom, wo er 1463 Sekretär des Kardinals Jacopo Ammannati Piccolomini bis zu dessen Tod im Jahre 1479 wurde. 
Am 17. Dezember 1513 wurde Gherardi Bischof von Aquino. Sein Hauptwerk ist das die Jahre 1479 bis 1484 umfassende Diarium Romanum.